# رييس إستيفيث لوبيث
رييس إستيفيث لوبيث (بالإسبانية: Reyes Estévez López، ولد في 2 أغسطس 1976، كورنيا دي يوبريغات، برشلونة، إسبانيا) رياضي ألعاب قوى إسباني.
حاز على الميدالية الذهبية في بطولة أوروبا لألعاب القوى عام 1998.

## إنجازاته

### بطولة العالم لألعاب القوى
- 1997 أثينا  اليونان:  ميدالية برونزية في سباق 1.500 متر.
- 1999 إشبيلية  إسبانيا:  ميدالية برونزية في سباق 1.500 متر.

### بطولة العالم لألعاب القوى داخل الصالات
- 2001 لشبونة  البرتغال:  ميدالية فضية في سباق 1.500 متر.

### بطولة أوروبا لألعاب القوى
- 1998 بودابست  المجر:  ميدالية ذهبية في سباق 1.500 متر.
- 2002 ميونخ  ألمانيا:  ميدالية فضية في سباق 1.500 متر.

### بطولة أوروبا لألعاب القوى داخل الصالات
- 2005 مدريد  إسبانيا:  ميدالية برونزية في سباق 1.500 متر.
- 2005 مدريد  إسبانيا:  ميدالية برونزية في سباق 3.000 متر.

## وصلات خارجية
- رييس إستيفيث لوبيث على موقع IMDb (الإنجليزية)

- رييس إستيفيث لوبيث على موقع الاتحاد الدولي لألعاب القوى (الإنجليزية)
- رييس إستيفيث لوبيث على موقع اللجنة الأولمبية الدولية (الإنجليزية)
- رييس إستيفيث لوبيث على موقع أوليمبيديا (الإنجليزية)